# Aliou Dieng
Aliou Dieng (* 16. Oktober 1997 in Bamako) ist ein malischer Fußballspieler. Er ist malischer Nationalspieler und steht seit 2019 in Ägypten beim al Ahly SC unter Vertrag.

## Spielerkarriere

### Verein
In seiner Jugend spielte Dieng in seiner Geburtsstadt beim Djoliba AC. Dort rückte er 2016 in den Seniorenbereich auf.
Im Januar 2018 wechselte Dieng nach Algerien zum MC Alger, den er im Sommer 2019 wieder verließ, um einen Fünfjahresvertrag beim ägyptischen Spitzenklub al Ahly SC zu unterschreiben.
Mit al-Ahli gewann er zahlreiche Titel, darunter die nationale Meisterschaft, den Landespokal und den Supercup. International gewann Dieng mit seinem Team mehrfach die CAF Champions League und den CAF Super Cup. Darüber hinaus nahm er mit al-Ahly an der FIFA-Klub-Weltmeisterschaft teil, wo der Klub 2020, 2021 sowie 2023 jeweils den dritten Platz belegte.

### Nationalmannschaft
Dieng nahm mit einer malischen Auswahl an der afrikanischen Nationenmeisterschaft 2016 teil. Dort erreichte Mali das Finale, welches mit 0:3 gegen die DR Kongo verloren wurde. Auf dem Weg dorthin hatte Dieng mit einem verwandelten Elfmeter beim 2:1 im Viertelfinale gegen Tunesien zum Weiterkommen beigetragen.
Anlässlich des Afrika-Cups 2022 wurde Dieng in den malischen Kader berufen. Er bestritt das letzte Gruppenspiel gegen Mauretanien sowie das folgende Achtelfinalspiel gegen Äquatorialguinea. In beiden Partien wurde Dieng jeweils für Amadou Haidara eingewechselt. Nachdem die Partie gegen Äquatorialguinea bis zum Ende der Verlängerung torlos geblieben war, kam es zum Elfmeterschießen. Dieng verwandelte seinen Elfmeter. Dennoch verlor Mali die Partie mit 5:6 und schied aus dem Turnier aus.
Beim Afrika-Cup 2024 stand Dieng erneut im malischen Aufgebot.

## Erfolge
- Ägyptischer Meister: 2020, 2023
- Ägyptischer Pokalsieger: 2020, 2022
- Ägyptischer Supercupsieger: 2019, 2022, 2023, 2024
- CAF-Champions-League-Sieger: 2020, 2021, 2023
- CAF-Super-Cup-Sieger: 2021 (Mai), 2021 (Dezember)